# Trimetoksyamfetaminy
Zasugerowano, aby ten artykuł podzielić na różne artykuły – 3,4,5-Trimetoksyamfetamina, 2,4,5-Trimetoksyamfetamina, 2,3,4-Trimetoksyamfetamina, 2,3,5-Trimetoksyamfetamina, 2,3,6-Trimetoksyamfetamina i 2,4,6-Trimetoksyamfetamina. Informacje o grupie trimetoksyamfetamin pozostawić.
TMA – grupa psychodelicznych substancji psychoaktywnych znanych też jako trimetoksyamfetaminy. Istnieje 6 substancji w grupie TMA – TMA, TMA-2, TMA-3, TMA-4, TMA-5 i TMA-6, różnią się od siebie tylko położeniem grup metoksy przy pierścieniu benzenowym. TMA są analogami naturalnego psychodelika występującego w kaktusach Peyotl i San pedro – meskaliny. TMA bywa czasem nazywane meskalamfetaminą, jednak to TMA-2 zyskało największą sławę i popularność na rynku designer drugs.

## TMA

TMA

Nazwa chemiczna: 3,4,5-trimetoksyamfetamina

Temperatura topnienia: 220–221 °C (chlorowodorek)

Numer CAS: 1082-88-8

SMILES: NC(C)CC1=CC(OC)=C(OC)C(OC)=C1

Czas działania: 6-8 h

Dawkowanie: 100–250 mg

Wykaz środków odurzających: I-P

## TMA-2

TMA-2

Nazwa chemiczna: 2,4,5-trimetoksyamfetamina

Temperatura topnienia: 188,5–189,5 °C (chlorowodorek)

Numer CAS: 1083-09-6

SMILES: NC(C)CC1=C(OC)C=C(OC)C(OC)=C1

Czas działania: 8-12 h

Dawkowanie: 40–60 mg

Wykaz środków odurzających: I-P

## TMA-3

TMA-3

Nazwa chemiczna: 2,3,4-trimetoksyamfetamina

Temperatura topnienia: 148–149 °C (chlorowodorek)

Numer CAS: 1082-23-1

SMILES: NC(C)CC1=CC=C(OC)C(OC)=C1OC

Czas działania: nieznane

Dawkowanie: >100 mg

Wykaz środków odurzających: nieklasyfikowane

## TMA-4

TMA-4

Nazwa chemiczna: 2,3,5-trimetoksyamfetamina

Temperatura topnienia: 118–119 °C (chlorowodorek)

Numer CAS: 23693-14-3

SMILES: NC(C)CC1=CC(OC)=CC(OC)=C1OC

Czas działania: 6 h

Dawkowanie: ok. 80 mg

Wykaz środków odurzających: nieklasyfikowane

## TMA-5

TMA-5

Nazwa chemiczna: 2,3,6-trimetoksyamfetamina

Temperatura topnienia: 124–125 °C (chlorowodorek)

Numer CAS: 20513-16-0

SMILES: NC(C)CC1=C(OC)C=CC(OC)=C1OC

Czas działania: 8-10 h

Dawkowanie: ≥30 mg

Wykaz środków odurzających: nieklasyfikowane

## TMA-6

TMA-6

Nazwa chemiczna: 2,4,6-trimetoksyamfetamina

Temperatura topnienia: 207–208 °C (chlorowodorek)

Numer CAS: 15402-79-6

SMILES: NC(C)CC1=C(OC)C=C(OC)C=C1OC

Czas działania: 12-16 h

Dawkowanie: 25–50 mg

Wykaz środków odurzających: nieklasyfikowane